# دانیا آبرامز
دانیا آبرامز (انگلیسی: Danya Abrams؛ زادهٔ ۲۴ سپتامبر ۱۹۷۴) بازیکن بسکتبال اهل ایالات متحده آمریکا است.